# Sicilijanska škola
Sicilijanska škola pjesnička je škola koja se razvila na Siciliji, na dvoru Fridrika II., u prvoj polovici 13. st. Sicilijanska pjesnička škola nije imala institucionalni ili akademski okvir; radilo se prije o kulturnom pokretu, kojim je započela talijanska pjesnička tradicija.  
Među najznamenitijima su predstavnicima sicilijanske pjesničke škole njezin prvak Jacopo da Lentini, kojemu se pripisuju zasluge za stvaranje soneta, Guido delle Colonne, Pier della Vigna, Stefano Protonotaro, Fridrik II., Cielo d'Alcamo i dr.
Pjesnici sicilijanske škole stvarali su, po modelu provansalskih trubadurskih pjesnika, poeziju ljubavne i viteške tematike.
Sicilijanska je škola uvela nov i revolucionaran metrički oblik, sonet, koji će s Petrarcom i petrarkizmom ući u kanon pjesništva. Novina je sicilijanske škole iskorak prema narodnom jeziku, koji se pokazuje kao jezik dostojan poezije. Više nego po sadržaju, poezija sicilijanske škole značajna je jer je sa svojim jezičnim bogatstvom i inovativnošću nadišla granice svoje regije, što je vidljivo i u tradiciji kasnije toskanske pjesničke škole.  